# Eulamaops
Az Eulamaops az emlősök (Mammalia) osztályának párosujjú patások (Artiodactyla) rendjébe, ezen belül a tevefélék (Camelidae) családjába tartozó fosszilis nem.

## Tudnivalók
Az Eulamaops Dél-Amerika egyik fosszilis, endemikus teveféléje volt, mely a pleisztocén kor második felének idején élt, körülbelül ezelőtt 800-11 ezer évvel - 789 ezer éven keresztül maradott fenn. Ebből a fosszilis tevenemből eddig csak egy faj került elő, az úgynevezett Eulamaops paralellus (Ameghino, 1884).
Ezt a taxonnevet, 1889-ben Florentino Ameghino argentin őslénykutató, antropológus, zoológus és természettörténész alkotta meg. 1988-ban Carroll bevonta a tevefélék családjába.

## Fordítás
- Ez a szócikk részben vagy egészben  az   Eulamaops című angol Wikipédia-szócikk ezen változatának fordításán alapul.  Az eredeti cikk szerkesztőit annak laptörténete sorolja fel. Ez a jelzés csupán a megfogalmazás eredetét és a szerzői jogokat jelzi, nem szolgál a cikkben szereplő információk forrásmegjelöléseként.
- Ez a szócikk részben vagy egészben  az   Eulamaops parallelus című spanyol Wikipédia-szócikk ezen változatának fordításán alapul.  Az eredeti cikk szerkesztőit annak laptörténete sorolja fel. Ez a jelzés csupán a megfogalmazás eredetét és a szerzői jogokat jelzi, nem szolgál a cikkben szereplő információk forrásmegjelöléseként.